# Liste der Baudenkmäler in Oberroth
Auf dieser Seite sind die Baudenkmäler in der schwäbischen Gemeinde Oberroth zusammengestellt. Diese Tabelle ist eine Teilliste der Liste der Baudenkmäler in Bayern. Grundlage ist die Bayerische Denkmalliste, die auf Basis des Bayerischen Denkmalschutzgesetzes vom 1. Oktober 1973 erstmals erstellt wurde und seither durch das Bayerische Landesamt für Denkmalpflege geführt wird. Die folgenden Angaben ersetzen nicht die rechtsverbindliche Auskunft der Denkmalschutzbehörde.

## Baudenkmäler nach Ortsteilen

### Oberroth
| Lage                                                                     | Objekt                              | Beschreibung | Akten-Nr.     | Bild           |
| ------------------------------------------------------------------------ | ----------------------------------- | --- | ------------- | -------------- |
| Dattenhauser Straße (Standort)                                           | Wegkapelle                          | Wegkapelle 18./19. Jahrhundert                                                                                       | D-7-75-141-11 | weitere Bilder |
| Hauptstraße 6 ()                                                         | Bauernhaus                          | Bauernhaus, Giebelfassade noch 18. Jahrhundert                                                                       | D-7-75-141-3  |                |
| Hauptstraße 25 ()                                                        | Bauernhaus                          | Bauernhaus, Fachwerkgiebel (derzeit verschalt), 18. Jahrhundert                                                      | D-7-75-141-4  | Bauernhaus     |
| Hauptstraße 26 ()                                                        | Brauerei-Gasthof                    | Brauerei-Gasthof, frühklassizistischer Satteldachbau, bezeichnet 1802.                                               | D-7-75-141-5  | weitere Bilder |
| Kirchstraße (Standort)                                                   | Wegkapelle                          | 18. Jahrhundert; Maria heilt Furunkel                                                                                | D-7-75-141-10 | weitere Bilder |
| Kirchstraße 5 (Standort)                                                 | Katholische Pfarrkirche St. Stephan | Katholische Pfarrkirche St. Stephan, Turm frühes 16. Jahrhundert, Chor und Langhaus 18. Jahrhundert; mit Ausstattung | D-7-75-141-7  | weitere Bilder |
| Pfarrwinkel 2 ()                                                         | Pfarrhaus                           | Pfarrhaus, Satteldachbau, 1725                                                                                       | D-7-75-141-8  |                |
| Mühlwiesen (südlich des Ortes an der Straße nach Babenhausen) (Standort) | Mühlenkapelle                       | Mühlenkapelle, Rechteckbau mit Apsis, 3. Viertel 18. Jahrhundert                                                     | D-7-75-141-12 | weitere Bilder |

### Schalkshofen
| Lage                      | Objekt         | Beschreibung                                                                  | Akten-Nr.     | Bild           |
| ------------------------- | -------------- | ----------------------------------------------------------------------------- | ------------- | -------------- |
| Nähe Schalkshofen ()      | Steinkreuz     | spätmittelalterlich                                                           | D-7-75-141-13 |                |
| Schalkshofen 3 (Standort) | Satteldachhaus | Satteldachhaus, Giebelseite spätklassizistisch gestaltet, 18./19. Jahrhundert | D-7-75-141-14 | BW             |
| Straßfeld (Standort)      | Feldkapelle    | mit Walmdach, 2. Viertel 18. Jahrhundert; mit Ausstattung                     | D-7-75-141-15 | weitere Bilder |

## Ehemalige Baudenkmäler
In diesem Abschnitt sind Objekte aufgeführt, die früher einmal in der Denkmalliste eingetragen waren, jetzt aber nicht mehr. Objekte, die in anderem Zusammenhang also z. B. als Teil eines Baudenkmals weiter eingetragen sind, sollen hier nicht aufgeführt werden. Aktennummern in diesem Abschnitt sind ehemalige, jetzt nicht mehr gültige Aktennummern.

| Lage                       | Objekt   | Beschreibung                                         | Akten-Nr.    | Bild |
| -------------------------- | -------- | ---------------------------------------------------- | ------------ | ---- |
| Oberroth Hauptstraße 43 () | Wohnhaus | Wohnhaus, kleiner Giebelbau, im Kern 18. Jahrhundert | D-7-75-141-6 |      |